# Kisszállás
Kisszállás è un comune dell'Ungheria di 2 878 abitanti (dati 2005). È situato nella contea di Bács-Kiskun.

## Storia
Il comune fu costituito nella metà del XIX secolo dall'unione di sette villaggi. Il nome deriva dall'unione delle parole ungheresi "Kis" che vuol dire piccolo e "szállás" che significa città.